# جوجو دانسيل
جوجو دانسيل مواليد 13 يناير 1983 في لاغونا، الفلبين، هو لاعب كرة سلة فلبيني سابق. بدأ مسيرته الاحترافية في سنة 2007. حمل الرقم 11. يبلغ طوله 6 قدم 1 بوصة (1.9 م). اعتزل اللعب في 2015.

## المسيرة الاحترافية
لعب مع سان ميغيل بيرمن من 2011 إلى 2013، ثم لعب مع باراكو بول إنرجي في سنة 2013، ثم لعب مع سان ميغيل بيرمن في موسم 2013–2014.